# 위스키 거로어
위스키 거로어(Whisky Galore!, Tight Little Island)는 영국에서 제작된 알렉산더 맥켄드릭 감독의 1949년 영화이다. 배질 래드포드 등이 주연으로 출연하였고 마이클 발콘 등이 제작에 참여하였다.

## 출연

### 주연
- 배질 래드포드
- 캐서린 라시
- 브루스 세톤

### 조연
- 조안 그린우드
- 와일리 왓슨
- 가브리엘 블런트
- 고든 잭슨
- 진 카델
- 제임스 로버트슨 저스티스
- 모랜드 그레이엄
- 존 그렉슨
- 제임스 앤더슨
- 제임슨 클락
- 던칸 맥래
- 노먼 매코완
- 알래스테어 헌터